# Parma Football Club 1968-1969
Questa voce raccoglie le informazioni riguardanti il Parma Football Club nelle competizioni ufficiali della stagione 1968-1969.

## Stagione
Nella stagione 1968-1969 il Parma disputa il girone B della Serie D, con 29 punti si piazza in quattordicesima posizione. Il campionato è stato vinto con 51 punti dal Seregno che sale in Serie C. Retrocedono il Ponte San Pietro, la Leoncelli di Vescovato, e la Mirandolese.
Al termine della stagione 1968-69 dopo aver disputato un mediocre campionato, ed essere stata messa in liquidazione, giunge il fallimento e quindi la cessazione dell'attività della società Parma Football Club, nel secondo anno di vita. È il giorno più triste dell'intera storia calcistica parmense. Sui campi di gioco della Quarta Serie " l'ultimo Parma " si piazza quattordicesimo, alla pari con il Voghera a 29 punti, nel girone B della Serie D, appena due punti al di sopra della zona salvezza, agli ordini prima dell'allenatore Dante Boni, che viene rilevato e a sua volta rileva Benito Lorenzi detto "veleno", un calciatore simbolo del calcio italiano, ma che come tecnico non avrà molta fortuna. Nel derby parmense il San Secondo sbanca (0-1) il Tardini. Con un attacco asfittico che segna la miseria di 21 reti in 34 partite, William Rizzi è il miglior realizzatore stagionale dei crociati con sei reti all'attivo.

## Rosa
| N. |                   | Ruolo | Calciatore         |
| -- | ----------------- | ----- | ------------------ |
|    | Italia (bandiera) | P     | Maurizio Pedretti  |
|    | Italia (bandiera) | P     | Gianni Uccelli     |
|    | Italia (bandiera) | D     | Giuseppe Bruschi   |
|    | Italia (bandiera) | D     | Antonio Cervi      |
|    | Italia (bandiera) | D     | Giuliano Chiapponi |
|    | Italia (bandiera) | D     | Claudio Dal Re     |
|    | Italia (bandiera) | D     | Gianpaolo Fontana  |
|    | Italia (bandiera) | D     | Giuseppe Grulla    |
|    | Italia (bandiera) | D     | Ermes Polli        |
|    | Italia (bandiera) | D     | Piero Taddei       |
|    | Italia (bandiera) | C     | Angelo Boni        |
|    | Italia (bandiera) | C     | Gennaro Cappiello  |

| N. |                   | Ruolo | Calciatore         |
| -- | ----------------- | ----- | ------------------ |
|    | Italia (bandiera) | C     | Ernesto D'Adda     |
|    | Italia (bandiera) | C     | Fabrizio Gatti     |
|    | Italia (bandiera) | C     | Giuseppe Manghi    |
|    | Italia (bandiera) | A     | Giorgio Bottarelli |
|    | Italia (bandiera) | A     | Luigi Capelli      |
|    | Italia (bandiera) | A     | Corrado Corradi    |
|    | Italia (bandiera) | A     | Vittorio Ilariuzzi |
|    | Italia (bandiera) | A     | Beniamino Lombardi |
|    | Italia (bandiera) | A     | Aimo Masoni        |
|    | Italia (bandiera) | A     | William Rizzi      |
|    | Italia (bandiera) | A     | Giordano Turri     |

## Risultati

### Serie D Girone B

#### Girone di andata
| Arbitro: | Governa (Alessandria) |

|           |           |              |
| Bulla 15’ | Marcatori | 73’ Lombardi |

| Arbitro: | Testuzza (Genova) |

|                         |           |                     |
| Fontana 39’ (rig.), 48’ | Marcatori | 20’, 64’ Petrogalli |

| Arbitro: | Mozzon (Pordenone) |

|                  |           |  |
| Polli 87’ (aut.) | Marcatori |  |

| Arbitro: | Menicucci (Firenze) |

|                         |           |                    |
| Rubagotti 43’ Rizzi 52’ | Marcatori | 70’ (aut.) Fontana |

| Arbitro: | Chiozza (Genova) |

|  |           |               |
|  | Marcatori | 29’ Ripamonti |

| Arbitro: | Leonardi (Trento) |

|                  |           |  |
| Tasso 77’ (rig.) | Marcatori |  |

| Arbitro: | Di Montegnacco (Udine) |

|            |           |             |
| Masoni 15’ | Marcatori | 46’ Bricchi |

| Arbitro: | Biasizzo (Torino) |

|               |           |                     |
| Papazzoni 77’ | Marcatori | 47’ (aut.) Bertetti |

| Arbitro: | Agnolin (Bassano del Grappa) |

|            |           |  |
| Masoni 69’ | Marcatori |  |

| Carpi 24 novembre 1968 10ª giornata | Carpi              | 0 – 0 | Parma | Stadio Sandro Cabassi\| Arbitro: \| Selicorni (Novara) \| |
| Arbitro:                            | Selicorni (Novara) |       |       |                                                           |

| Parma 1º novembre 1968 11ª giornata | Parma                       | 0 – 0 | Vigevano | Stadio Ennio Tardini\| Arbitro: \| Artico (Bassano del Grappa) \| |
| Arbitro:                            | Artico (Bassano del Grappa) |       |          |                                                                   |

| Arbitro: | Benedetti (Roma) |

|           |           |  |
| Silva 77’ | Marcatori |  |

| Arbitro: | Pozzo (Udine) |

|  |           |           |
|  | Marcatori | 82’ Conti |

| Sesto San Giovanni 22 dicembre 1968 14ª giornata | Pro Sesto         | 0 – 0 | Parma | Stadio Breda\| Arbitro: \| Zecchini (Torino) \| |
| Arbitro:                                         | Zecchini (Torino) |       |       |                                                 |

| Arbitro: | Gobbo (Padova) |

|             |           |  |
| Corradi 73’ | Marcatori |  |

| Arbitro: | Badino (Vercelli) |

|                              |           |  |
| Galli 40’, 87’ Brambilla 80’ | Marcatori |  |

| Arbitro: | Guazzotti (Alessandria) |

|                                    |           |  |
| Capelli 14’ Bruschi 77’ Masoni 87’ | Marcatori |  |

#### Girone di ritorno
| Arbitro: | Caresana (Borgomanero) |

|  |           |              |
|  | Marcatori | 64’ Basilico |

| Arbitro: | Calderaro (Cittadella) |

|  |           |           |
|  | Marcatori | 43’ Rizzi |

| Arbitro: | Alt (Cormons) |

|                             |           |                          |
| Lombardi 17’ Rizzi 67’, 75’ | Marcatori | 80’ Andreoli 88’ Pignati |

| Arbitro: | Terpin (Trieste) |

|                          |           |  |
| Rubagotti 51’ Vertua 53’ | Marcatori |  |

| Arbitro: | Minozzi (Monfalcone) |

|                            |           |  |
| Dallari 45’ Volpi 53’, 83’ | Marcatori |  |

| Arbitro: | Cadenelli (Merano) |

|                       |           |                                                    |
| Rizzi 14’ Corradi 90’ | Marcatori | 2’, 25’ Mantovani 43’ Franchini 62’ Della Giustina |

| Arbitro: | La Scala (Genova) |

|              |           |  |
| Codecasa 37’ | Marcatori |  |

| Parma 16 marzo 1969 25ª giornata | Parma         | 0 – 0 | Moglia | Stadio Ennio Tardini\| Arbitro: \| Lops (Torino) \| |
| Arbitro:                         | Lops (Torino) |       |        |                                                     |

| Crema 23 marzo 1969 26ª giornata | Crema                  | 0 – 0 | Parma | Stadio Giuseppe Voltini\| Arbitro: \| Di Montegnacco (Udine) \| |
| Arbitro:                         | Di Montegnacco (Udine) |       |       |                                                                 |

| Arbitro: | Celli (Trieste) |

|           |           |  |
| Rizzi 34’ | Marcatori |  |

| Arbitro: | De Fazio (Torino) |

|                                |           |  |
| Fontana 22’ (aut.) Sala II 60’ | Marcatori |  |

| Arbitro: | Baciucchi (Roma) |

|             |           |             |
| Capelli 59’ | Marcatori | 57’ Ferrari |

| San Secondo Parmense 27 aprile 1969 30ª giornata | San Secondo  | 0 – 0 | Parma | Stadio Comunale\| Arbitro: \| Toso (Grado) \| |
| Arbitro:                                         | Toso (Grado) |       |       |                                               |

| Arbitro: | Cigaia (Treviso) |

|             |           |  |
| Corradi 74’ | Marcatori |  |

| Arbitro: | Fiorenza (Torre Annunziata) |

|             |           |  |
| Papetti 80’ | Marcatori |  |

| Parma 18 maggio 1969 33ª giornata | Parma               | 0 – 0 | Fanfulla | Stadio Ennio Tardini\| Arbitro: \| Tenderini (Venezia) \| |
| Arbitro:                          | Tenderini (Venezia) |       |          |                                                           |

| Vescovato 25 maggio 1969 34ª giornata | Leoncelli             | 0 – 0 | Parma | Stadio Comunale\| Arbitro: \| Simionato (Pordenone) \| |
| Arbitro:                              | Simionato (Pordenone) |       |       |                                                        |

## Statistiche

### Statistiche dei giocatori
|                | Giocatore          | Campionato | Campionato |
| Pres           | Giocatore          | Gol        |            |
| -------------- | ------------------ | ---------- | ---------- |
| Portieri       | Gianni Uccelli     | 33         | -27        |
| Portieri       | Maurizio Pedretti  | 1          | -4         |
| Difensori      | Giuseppe Grulla    | 31         | 0          |
| Difensori      | Giuseppe Bruschi   | 26         | 1          |
| Difensori      | Antonio Cervi      | 25         | 0          |
| Difensori      | Giuliano Chiapponi | 4          | 0          |
| Difensori      | Claudio Dal Re     | 6          | 0          |
| Difensori      | Gian Paolo Fontana | 31         | 3          |
| Difensori      | Ermes Polli        | 25         | 0          |
| Difensori      | Piero Taddei       | 20         | 0          |
| Centrocampisti | Gennaro Cappiello  | 7          | 0          |
| Centrocampisti | Ernesto D'Adda     | 5          | 0          |
| Centrocampisti | Giuseppe Manghi    | 24         | 0          |
| Ali            | Angelo Boni        | 2          | 0          |
| Ali            | Giorgio Bottarelli | 3          | 0          |
| Ali            | Luigi Capelli      | 27         | 2          |
| Ali            | Corrado Corradi    | 27         | 3          |
| Ali            | Fabrizio Gatti     | 3          | 0          |
| Attaccanti     | Vittorio Ilariuzzi | 3          | 0          |
| Attaccanti     | Beniamino Lombardi | 27         | 2          |
| Attaccanti     | Aimo Masoni        | 14         | 3          |
| Attaccanti     | William Rizzi      | 30         | 6          |
| Attaccanti     | Giordano Turri     | 1          | 0          |